# هارون بيرد
هارون بيرد (15 أكتوبر 1997 بتشيلمسفورد في المملكة المتحدة - ) (بالإنجليزية: Aaron Beard)‏ هو لاعب كريكت بريطاني. لعب مع نادي مقاطعة ساسكس للكريكت ‏.

## وصلات خارجية
- هارون بيرد على موقع إي آس بي آن كريك إنفو (الإنجليزية)